# Gjirokastra
Gjirokastra (în albaneză: Gjirokastër, în macedo-română: Ljurocastru, Iurucast) este un oraș situat în partea sudică a Albaniei.
Centrul istoric al localității a fost inclus în anul 2005 pe lista patrimoniului cultural mondial UNESCO.

## Personalități născute aici
- Enver Hodja (1908 - 1985), politician, președinte al Albaniei;
- Sherife Mezini Kurti (1935 - 2006), educatoare, economistă.